# Pematang Sukatani
Pematang Sukatani is een bestuurslaag in het regentschap Ogan Komering Ilir van de provincie Zuid-Sumatra, Indonesië. Pematang Sukatani telt 1286 inwoners (volkstelling 2010).